# Persona física
La persona física o persona natural és un concepte estrictament jurídic, elaborat pels juristes romans i que es defineix diferentment segons cada sistema jurídic. En alguns casos es pot fer referència a aquestes com a persones d'existència visible, d'existència real, naturals o qualsevol ésser humà.

## Etimologia
El seu origen etimològic ve de persona-ae, que era aquella màscara per sonare (és a dir, per fer-se escoltar), que portaven els actors a l'antiguitat i que ocultava la seva cara al mateix temps que aconseguia fer ressonar la seva veu. És a dir, una ficció sobre el ser que la portava.
Aquesta consideració ve del fet que no tots els éssers humans podien ser considerats persones, com era el cas dels esclaus. Actualment, les persones físiques tenen, tan sols pel fet d'existir, aquest atribut donat per dret, és a dir, la personalitat comporta la titularitat de drets.

## Inici de l'existència de la persona física
Segons cada sistema jurídic concret, la personalitat pot ser determinada pel naixement (teoria de la vitalitat), o bé el nounat ha d'acomplir una sèrie de requisits afegits (teoria de la viabilitat).
Per exemple, a l'Argentina, el Codi Civil reconeix la seva existència des del moment de la concepció i anomena 'persones per nàixer' a les que, un cop concebudes, encara no han nascut. Si la persona per nàixer mor abans d'estar completament separada del cos de la mare, és considerada com si mai hagués existit.
A Espanya, el Codi Civil, als articles 29 i 30, estableix un règim que segueix la teoria de la viabilitat, i exigeix haver nascut amb forma humana i haver sobreviscut vint-i-quatre hores fora de la mare. D'aquesta manera, un nadó que mor a les poques hores del seu naixement no es tindria en consideració, per exemple, en la repartició d'una herència.
S'ha de valorar que en dret espanyol els fetus a l'úter de la mare s'anomenen nasciturus, i que gaudeixen d'una protecció jurídica específica, per si neixen finalment que puguin tenir personalitat jurídica plena. Així, un nen que encara no ha nascut pot arribar a heretar els béns del seu pare, si aquest morís durant la seva gestació. A efectes constitucionals sobre la protecció del fetus davant la possibilitat de pràctiques abortives, existeix una sentència del Tribunal Constitucional (STC 53/85) que declara al fetus com un bé jurídicament protegit i exigeix la seva protecció, a tots els efectes civils (per la consideració com a persona ens remet a la legislació civil). Per aquest motiu, malgrat que un fetus no tingui personalitat jurídica pròpia, pot ser objecte d'una protecció específica.

## Fi de l'existència de la persona física
L'existència de les persones físiques termina amb la mort d'aquestes, o la seva presumpció per absència o accident. A les antigues legislacions es consideraven d'altres formes de finalització, com ara l'esclavitud, la mort civil per condemna perpètua o professió religiosa.

## Independència del concepte de dret penal
La personalitat jurídica té efectes dins l'esfera del dret privat de la persona jurídica, i per això es regula, generalment, al corresponent codi civil. Però el tractament de la persona al dret penal és independent.
Per això, a Espanya, encara que fins a les 24 hores un nadó no és considerat persona, segons el codi civil, un homicidi es considera com a tal només que el nadó hagi nascut. Si no hagués nascut, es consideraria un possible delicte d'avortament, però mai d'homicidi.
Com a conseqüència, es poden donar casos on una persona humana és persona des del punt de vist penal però no civil, si tan sols ha nascut unes hores abans. El seu homicidi o assassinat comportaria conseqüències penals, però no civils, com l'exclusió d'herència, per exemple.

## Relació entre el concepte de persona física i els drets humans
Els drets de la personalitat pertanyien inicialment al camp del dret civil, tanmateix el Codi de Napoleó que va servir de model per a molts altres no va desenvolupar aquesta categoria essencial de drets.
Els drets de la persona física han assolit el seu reconeixement gràcies a documents tals com la Declaració Universal dels Drets Humans de l'ONU i posteriorment mitjançant la seva inclusió com a dret positiu en les diferents constitucions, el que ha impulsat el seu respecte pels poders públics.
En el cas del dret espanyol el més ampli catàleg dels mateixos es troben en el Títol Primer de la Constitució Espanyola i, especialment, en el seu article 10: "la dignitat de la persona, els drets individuals que li són inherents, el lliure desenvolupament de la personalitat, el respecte a la Llei i als drets de la resta són el fonament de l'ordre polític i de la pau social".